# Kaundinya (Cambodge)
Pour les articles homonymes, voir Kaundinya.
Kaundinya est l’un des noms donnés par les légendes populaires au fondateur du royaume du Fou-nan, dans la péninsule indochinoise.

## Les trois légendes
En fait bien que ces mythes aient été transmis oralement de génération à génération, subissant des mutations au fil du temps, trois grandes trames peuvent être détachées, apparues à des époques différentes et propagées par des civilisations différentes. On retrouve par contre quelques similitudes. Ainsi, le fondateur vient toujours de l’étranger et se marie soit avec une reine locale (Liǔyè pour Hùntián), soit avec la fille d’une divinité (Soma pour Kaundinya et Neang Neak pour Preah Thong).

### Hùntián et Liǔyè
Une première légende, que le livre des Liang attribue aux traditions locales, voudrait que la fondation du Fou-nan soit l’œuvre d’un étranger du nom d’Hùntián (混塡) qui venait du pays méridional de Jiào (徼); la localisation de cette contrée na pas pu être définie avec précision même si plusieurs sources pensent à la péninsule malaise ou à l'archipel indonésien. En rêve, un génie lui fournit un arc sacré et commande d’embarquer sur une jonque marchande. Au matin il se rend au temple et trouve un arc au pied de l’arbre consacré au génie. Il prend alors un bateau et le génie le fait débarquer au Fou-nan. La reine du pays, Liǔyè (柳葉) veut piller et faire saisir le navire mais Hùntián décoche une flèche qui va transpercer l’embarcation de la reine. Cette dernière, effrayée, se rend à Hùntián qui accepte de la prendre pour épouse. Toutefois, attristé de la voir se promener nue, il lui coupe un morceau de tissu pour en faire un habit que la reine passe par la tête. Il gouverne par la suite le pays avant de transmettre le pouvoir à son fils.

### Kaundinya et Soma
Une autre légende évoquée pour la première fois sur une inscription de Mỹ Sơn, datant de 658 et consacré au roi Cham Prakasadharma fait référence à un brahmane nommé Kaundinya venu au Ier siècle à Bhavapura depuis l’ouest. Il y rencontra Soma, la fille du roi des nāgas qui s’y était installée. Amoureuse, elle changea d’aspect pour pouvoir vivre, se marier avec le brahmane et fonder un nouveau royaume.

### Preah Thong et Neang Neak
Enfin, un dernier mythe, ancré dans les croyances populaires cambodgiennes, veut que la création du Fou-nan soit issue de l’union de « Preah Thong et Neang Neak ». Le premier nommé était le fils d’un roi indien qui avait été exilé par son père à cause d’un différend entre eux. Il prend la mer avec sa suite et échoue sur une île où il fait la connaissance de Neang Neak qui s’avère être la fille du roi des nāgas. Les deux jeunes gens tombent amoureux et décident de convoler. Le père de la mariée, en guise de cadeau aux futurs époux, boit l’eau qui recouvre la région pour leur édifier un royaume,.

## Lien entre les trois légendes
Alors que les récits traditionnels mettant en scène un héros venu de l’étranger et qui se marie avec la fille d’un chef local pour fonder un nouveau royaume ou une nouvelle dynastie sont monnaie courante, au moins en Asie du sud-est, , certains chercheurs tels George Cœdès estiment par contre que Hùntián, Kaundinya et Preah Thong seraient la même personne et qu’au moins dans les deux premiers cas, les légendes seraient le même mythe retranscrit dans des cultures différentes. Mais cette thèse ne fait pas l’unanimité, notamment le fait qu’un mot sanskrit en trois syllabes (Kaundinya) puisse être traduit par un mot chinois en deux (Hùntián). Un autre roi aurait régné d’ailleurs sous le nom de Kaundinya (km) au Ve siècle mais sera traduit dans les annales chinoises par Qiáochénrú, de même que Jayavarman Kaundinya sera nommé Qiáochénrú Shéyébámó, sans que dans aucun des deux cas il ne soit fait référence à Hùntián.
En s’appuyant sur le fait que lors d’une première version parue dans l’histoire des Qi méridionaux, il est fait référence à un souverain nommé Qiáochénrú et dont le nom personnel est Shéyébámó, Mickael Vickery évoque la possibilité que ce second Kaundinya ne soit qu’un personnage mythologique n’ayant jamais réellement existé ailleurs que dans la transposition d’une légende destinée à symboliser la progression de l’influence indienne et qui aurait donné au héros le nom d’une lignée de brahmanes réputés de la région de Mysore. Si la thèse était avérée – ce que son auteur se refuse à avancer avec certitude – dans le cas de Jayavarman Kaundinya – dont l’existence est difficile à réfuter – la seconde partie du nom ne serait qu’un titre.
Une autre controverse concerne le fait que Kaundinya en tant que brahmane ait pu diriger un royaume à un endroit et à une période où aucune trace d’indianisation (architecture, sculpture…) n’a été retrouvée. Toujours est-il que l’inscription K5 en sanskrit découverte à Tháp Mười, datant du Ve ou VIe siècle et de nos jours exposée au musée d'Histoire du Viêt Nam à Hô Chi Minh-Ville, réfère à un prince Gunavarman, fils cadet du roi Jayavarman, qui aurait été la « lune de la lignée Kaundinya » (Kauṇḍinyavaṅśaśaśinā) et présenté comme chef d’un « domaine arraché à la boue ».
Concernant Preah Thong et Neang Neak, leurs noms n’ont été retrouvés sur aucune inscription angkorienne et le terme Thong, qui signifie or en thaï, n’est pas apparu dans le vocabulaire khmer avant le XIVe siècle. Pour Mickael Vickery, il semble probable que ce mythe soit une transposition de celui du prince U Thong qui fonda le royaume d'Ayutthaya.